# 島立村
島立村（しまだちむら）は、長野県に存在した村（1876年7月29日-）。1954年4月1日に昭和の大合併で松本市に編入された。旧村域は、現在の島立地区にあたる。
全体的に水平な地形で水田が多い。合併当時は全世帯の3分の2が農業を営んでいた。野菜栽培も盛んでトマトピューレの工場があった。東部に奈良井川があったが、田んぼへの取水は梓川からだった。了智上人の墓がある。

## 歴史
- 1875年（明治8年）7月29日 - 筑摩県筑摩郡荒井村・堀米村・小柴村・中村・島立町村・大庭村・北栗林村・南栗林村・永田村・三ノ宮村が合併して島立村となる。
  - 当初は北栗林村・南栗林村が「栗林村」、その他8ヶ村が「沙田（いさごだ）村」として合併申請をしたが、直後に10ヶ村で「島立村」として再申請した。
- 1876年（明治9年）8月21日 - 長野県の所属となる。
- 1879年（明治12年）1月4日 - 郡区町村編制法の施行により、東筑摩郡の所属となる。
- 1889年（明治22年）4月1日 - 町村制の施行により、島立村が単独で自治体を形成。
- 1954年（昭和29年）4月1日 - 松本市に編入。同日島立村廃止。

## 行政
- 廃止時の村長：吉沢秀雄（1951年4月25日就任）

## 教育
- 島立村立島立小学校
- 組合立高綱中学校

## 交通
- 松本電気鉄道（現在のアルピコ交通） 上高地線
  - 信濃荒井駅 - 大庭駅